# Phony

音乐视频封面

〈Phony〉是日本创作歌手兼Vocaloid-P Tsumiki的歌曲，出自神椿唱片为可不发行的合辑《Symmetry》。此曲的特色是使用Cevio AI版可不合成歌声，音乐视频于2021年6月5日发布。

## 背景
Tsumiki曾为日本歌手花谱的混音专辑《观测γ》提供曲目〈吞噬过去（Tsumiki重混）〉（過去を喰らう (ツミキ Remix)）。〈Phony〉是Tsumiki在制作完他的个人专辑《Sakkac Craft》之后，为尚未发售的可不宣传而创作「更普遍」的歌曲。在音乐视频公映的前一天，Tsumiki在推特上发布新曲的视频预告，视频中的音乐是一段钢琴旋律，视频画面写有公映日期（第二天的19点（JST））以及曲名「Phony」。

## 创作
此曲每分钟170拍。此曲带有跳跃的钢琴旋律，并且具有鼓打貝斯和Techno等多种音乐流派，歌词中反复出现的「Phony」和拟声词「papapparapappararappappa」「tatattaratattararattatta」构成此曲的记忆点。此曲讲述了主人公被无法实现的爱情和充满谎言的世界折磨着，接受了作为一个「假人」在这个世界上生存。

## 音乐视频
此曲的音乐视频发布于2021年6月5日，是附带歌词字幕的手绘动画，插图由日本插画师Uedatsubasa（ウエダツバサ）绘制，影片由Tsumiki剪辑制作。
影片的背景色为深石板蓝色，影片中的女性留有中紫色与沙黄色光泽的齐瀏海波波头，身穿水蓝色的短袖，她双手置于头顶比作猫耳，她戴着猫脸面具，脱下面具后显露出忧愁的颜情，在歌曲间奏和结尾的部分，她跪坐在地上，双手蜷握比作猫爪举在胸前，仰头朝向一个等身大小的素体。
此影片于2021年6月28日在YouTube上的观看次数超过一百万次，于2021年11月22日超过一千万次，此外，于2021年8月25日在Niconico动画上的观看次数超过一百万次。

## 商业表现
此曲在Billboard Japan 2021年12月15日公布的飙升歌曲排行榜Heatseekers Songs中空降第13位，在榜第五周，取得最高第10位。
同时，在Billboard Japan2022年1月12日公布的YouTube UGC热议User Generated Songs中，在榜第二十三周，首次进入前二十名，取得第3位，之后在第二十四周上升至第2位，并给保持一位的〈像神一样呐〉陪跑至第三十周，最终在第三十一周挤下〈像神一样呐〉取得最高第1位。
此曲在2022年上半年度排行榜Top User Generated Songs中夺得第2位。

## 名单
- 可不 —— 声
- Tsumiki（日语：ツミキ） —— 作曲、作词、编曲、视频
- Uedatsubasa（ウエダツバサ） —— 插图

## 排行榜
| 排行榜（2021年）                                    | 最高排名 |
| --------------------------------------------------- | -------- |
| 日本YouTube UGC话题（Billboard Japan）              | 1        |
| 日本飙升歌曲（Billboard Japan）                     | 10       |
| 排行榜（2022年）                                    | 最高排名 |
| 日本YouTube UGC话题（Billboard Japan）              | 1        |
| 日本Niconico动画热门Vocaloid歌曲（Billboard Japan） | 2        |

| 排行榜（2022年）                       | 最高排名 |
| -------------------------------------- | -------- |
| 日本YouTube UGC话题（Billboard Japan） | 1        |

## 和樂器樂團版本
〈Phony〉是日本组合和樂器樂團的歌曲，作为他们专辑《VOCALOID之箇中三眛2》的首支主打单曲，通过Universal Sigma发行于2022年7月1日，其音乐视频也在同日公开，另外，由真人演出的音乐视频在2022年8月17日公开。

### 排行榜
| 排行榜（2021年）                | 最高排名 |
| ------------------------------- | -------- |
| 日本下载歌曲（Billboard Japan） | 59       |